# Rosa Mazón Valero
Rosa Mazón Valero (Torrevella, 4 de gener de 1926 - Torrevella, 30 de juny de 2012) va ser comare i la primera dona que va aconseguir l'alcaldia de Torrevella i a la província d'Alacant.

## Biografia
Va nàixer a Torrevella el 4 de gener de 1926, filla de José Mazón Agulló i Concepción Valero Pérez, matrimoni que estava al capdavant d'una cantina al Mercat d'abastiments i que va tindre cinc descendents: José, Antonio, Adela, Rosa i Joaquín.
Va haver de treballar des de menuda, entre altres llocs en saladers i en la partidora d'ametla de la localitat després de la Guerra Civil. Lluitadora des de ben jove, el seu afany de superació la va portar a compaginar, ja major (27 anys), el treball amb els seus estudis de Batxillerat primer i el d'ATS (Ajudant Tècnic Sanitari) i, posteriorment, el de l'especialitat d'Obstetrícia, professió a la qual després es va dedicar completament, assistint al naixement de diversos milers de torrevellencs.
El 1948 es va casar amb el marí Pedro Valero Andreu, del que va tenir dos fills, José Antonio i Pedro Alberto.
Va encapçalar la candidatura del Partit Socialista Obrer Espanyol (PSOE) en les primeres eleccions democràtiques després de la dictadura franquista, l'any 1979, obtenint la majoria absoluta amb la qual va presidir l'Ajuntament i en el qual va atorgar responsabilitats a tots els regidors electes, al marge de la seua pertinença a diferents partits polítics. En aquestes primeres eleccions democràtiques de 1979 van resultar triades 101 alcaldesses en tot Espanya, enfront de 8362 alcaldes. A la Comunitat Valenciana van ser triades tres alcaldesses, dues a València i Rosa Mazón a Alacant.
Va revalidar l'alcaldia amb el PSOE, també amb majoria absoluta, el 1983, i va continuar amb la seua política de repartir les regidories entre tots els triats en les eleccions, encara que va dimitir, el 16 de gener de 1984, per diferències amb els seus companys.
El 1987 va tornar a la política municipal creant la formació local Candidatura Unida de Torrevieja (CUT) i formant part com a regidora de la corporació local sota la presidència de Joaquín García Sánchez (PSOE). El posterior suport dels quatre regidors del seu grup als cinc d'Aliança Popular (AP) en la moció de censura del 20 de maig de 1988 va propiciar un canvi en l'alcaldia a favor de Pedro Hernández Mateo (AP).
Va exercir el càrrec de tinent d'alcalde fins a la seua retirada definitiva de la política el 1991.
Va morir el 30 de juny de 2012, a Torrevella, després d'una llarga malaltia degenerativa. La capella ardent es va instal·lar en el saló de plens de l'Ajuntament on se li van rendir en el funeral honors d'alcalde i es van decretar 3 dies de dol en honor seu. Va ser una persona molt volguda a Torrevella, on va ajudar a venir al món a gairebé quatre mil torrevellencs, els seus chiguitos (paraula del dialecte local per referir-se als xiquets).

## Assoliments
Fruit de la seu gestió pública és la finalització de la xarxa de clavegueram, la carretera de circumval·lació, la creació de la primera depuradora, l'impuls de la creació del Col·legi Públic El Acequión, el primer parc de bombers, l'obertura del primer Centre de Salut de la ciutat i la incorporació de la neteja a les platges, entre altres coses.
Rosa Mazón Valero va tenir el valor d'ocupar per dret espais que, fins a aquest moment, semblaven vedats a la dona, ensenyant d'aquesta manera el camí a moltes altres dones que van ampliar la bretxa que es va obrir, tant en l'àmbit polític com a professional, en la nostra transició.

## Reconeixements
Rosa Mazón va rebre nombroses distincions i homenatges, entre ells el títol de Filla Predilecta de Torrevella, el premi Diego Ramírez Pastor (1983) i la medalla d'or del Col·legi d'Infermeria d'Alacant. A la seua mort, tots els grups polítics de Torrevella van expressar les seues condolences, subratllant els seus valors democràtics. Una avinguda de la ciutat porta el seu nom des de l'any 2011.